# If You Have Ghost
If You Have Ghost – minialbum szwedzkiego zespołu muzycznego Ghost. Wydawnictwo ukazało się 19 listopada 2013 roku nakładem wytwórni muzycznych Spinefarm Records, Loma Vista Recordings, Sonet Records, Rise Above Records i Republic Records. Na płycie znalazły się interpretacje utworów z repertuaru Roky'ego Ericksona, zespołów Abba, Army of Lovers i Depeche Mode, a także jeden autorski utwór Ghost zarejestrowany na żywo.
Album dotarł do 87. miejsca listy Billboard 200 w Stanach Zjednoczonych sprzedając się w nakładzie, nieco ponad 5 tys. egzemplarzy w przeciągu tygodnia od dnia primery.

## Lista utworów
| Lista utworów (opracowano na podstawie materiału źródłowego) | Lista utworów (opracowano na podstawie materiału źródłowego) | Lista utworów (opracowano na podstawie materiału źródłowego) |
| Nr                                                           | Tytuł utworu                                                 | Długość                                                      |
| ------------------------------------------------------------ | ------------------------------------------------------------ | ------------------------------------------------------------ |
| 1.                                                           | „If You Have Ghosts” (cover Roky'ego Ericksona)              | 03:32                                                        |
| 2.                                                           | „I'm a Marionette” (cover ABBY)                              | 04:50                                                        |
| 3.                                                           | „Crucified” (cover Army of Lovers)                           | 05:13                                                        |
| 4.                                                           | „Waiting for the Night” (cover Depeche Mode)                 | 05:38                                                        |
| 5.                                                           | „Secular Haze” (na żywo)                                     | 05:28                                                        |
|                                                              |                                                              | 24:41                                                        |

## Twórcy
Opracowano na podstawie materiału źródłowego.
| - Papa Emeritus II – wokal prowadzący - The Nameless Ghouls – gitara prowadząca, gitara rytmiczna, gitara basowa, perkusja, instrumenty klawiszowe - Jessy Greene – skrzypce, wiolonczela (1) - Derek Silverman – organy (1, 4), fortepian (3) - Dave Grohl – perkusja (2, 4), gitara rytmiczna (1), produkcja muzyczna |  | - James Brown – realizacja nagrań (1, 2, 3, 4), miksowanie (4) - Ted Jensen – mastering (5) - Jeff Curtain – realizacja nagrań (5), miksowanie (5) - Mattias Frisk – opracowanie graficzne - Rich Costey – miksowanie (1, 2, 3) |